# 晩白柚
晩白柚（ばんぺいゆ）は、柑橘類の一つで、ザボンの一品種である。名前は、晩生（晩）、果肉が白っぽいこと（白）、中国語で「丸い柑橘」を意味する柚に由来する。ザボン（ブンタン）類の中でも果実が最大の品種である。香りが良く酸味があり、砂糖漬けにも使われる。

## 概要
ザボン類は柑橘類の中でも果実が巨大で皮が厚く、晩白柚は特にこれが著しい。世界最大の柑橘類とされており直径25センチメートルになるものも珍しくない。直径20センチメートルで重さは2キログラム程度ある。あまりに大きく重量も重い果実をつけるため、栽培にあたっては支柱などを立て果実をネットで支えてやるなどの対策を取らないと自身の果実の重量で枝や時には主幹が折れることさえある。また本種のような大きな果実をつける柑橘の場合、幹や枝のトゲを切り取り除いておかないと果実が自身のトゲで傷んでしまうこともある。
香りが良く、鼻を近づけると、やんわりとした甘酸っぱい香りがする。果汁は少ないが果肉はサクサクとした歯ざわりで、よく熟したものは甘みと酸味のバランスに優れる。晩白柚は保存性が高く、皮が柔らかくなり、食べ頃になるまで1か月間ほど置いておくことができる。フルーツとしては高級品であり、香港への輸出も行われている。収穫後にビニールハウスで日光に1週間程度当てて、果皮が鮮やかな黄色になってから出荷する農家もある。原産地はマレー半島で、日本では熊本県八代地方（八代市と隣接する氷川町）の名産となっている。
日本には1920年に、植物学者の島田弥市が、現在のベトナムの船上で食べた柑橘があまりにも美味しかったため、サイゴンの植物園から株を分けてもらい伝わった。しかし、当時は栽培法がわからず普及には至らなかった。
1930年に台湾から鹿児島県果樹試験場に白柚（ぺいゆ）の株が導入され、最適産地の熊本県八代地方に根付いた。品種改良が行われた結果、現在は八代市の特産品となっている。
2005年に八代市の農家で収穫された晩白柚が、2015年には熊本県立八代農業高等学校園芸科学科で収穫された晩白柚が、世界で最も重量が重いザボン類としてギネス世界記録に認定された。現在の記録は直径29cm、重量4859.7g
日本における2010年の収穫量は971トンであり、その97%は熊本県で生産されている。

## 利用
果肉を直接食用にするのが一般的である。果肉や果汁をゼリー、ジャム、飴等に加工し、土産品とすることも行われている。厚い皮は、他のザボン類同様砂糖で煮てザボン漬け（マーマレード状）にすることができる。ピザなどの洋食やカクテルなど酒の材料にも使われる。露地物は1月中旬頃から出荷されるが、お歳暮の時期に間に合うようハウス物は12月上旬あたりから出荷される。
柑橘類の皮は広くマーマレードや似たような製法の砂糖菓子などの素材として使われるが、これらは一般に色の付いた表皮の下の白いスポンジ状のアルベドと呼ばれている部分が多いほど美味になるとされている。これは、表皮の部分には独特の苦味成分や、柑橘の種類によってはサンショウの辛味成分でもあるサンショオールが含まれるからである。アルベドが少ない柑橘でマーマレードなどを作ると苦味や辛味が強く出てしまううえ、さらに苦味などを緩和するために砂糖やステビアシロップなど甘味料を加えると、甘味と苦味等が悪戯に喧嘩してしまいバランスの悪い味になりがちである。一方、ナツミカンなどのような皮の厚い柑橘を使用すると、苦味などが程よく薄まり、砂糖などの甘味料との相性も良く程よい味に仕上がるとされている。さらにアルベドの部分は栄養価が高いため、栄養学的見地からも厚い皮の柑橘を使うのは理にかなっていると言える。晩白柚の皮は、アルベドの部分が2-3cmほどにもなる分厚い皮なので、まさにこうした利用法には最適な素材であり、このため晩白柚を収穫および購入する者の中には、むしろ実よりも皮を目的として入手する者も多くあるほどである。
八代市の日奈久温泉では、温泉風呂に入れる旅館もある。
これは晩白柚風呂の名で親しまれており、産地では一般家庭でも晩白柚風呂を楽しむ家庭もある。